# Aufwärtsgekrümmter Kohl
Der Aufwärtsgekrümmte Kohl (Brassica repanda), auch Bergkohl genannt, ist eine Pflanzenart aus der Gattung Kohl (Brassica) innerhalb der Familie der Kreuzblütengewächse (Brassicaceae). Die vielen Unterarten sind vom marokkanischen Atlasgebirge über die Iberische Halbinsel bis zu den Alpen verbreitet. Das Zentrum der Artenvielfalt ist Spanien.

## Beschreibung
Beim Aufwärtsgekrümmten Kohl handelt es sich hinsichtlich der Merkmalsausprägung um eine sehr variable Art, für die viele Unterarten beschrieben sind.

### Vegetative Merkmale
Der Aufwärtsgekrümmte Kohl wächst als ausdauernde, krautige Pflanze. Sie erreicht je nach Unterart Wuchshöhen von meist 12 bis 60 (5 bis 75) Zentimetern. Sie wächst locker bis in dichten Polstern. Der meist blattlose, kahle bis behaarte, aufsteigende bis aufrechte Stängel ist einfach oder verzweigt. Es kann bei einigen Unterarten auch nur eine unterirdische, manchmal verholzende Sprossachse vorhanden sein.
Die nur grundständig angeordneten Laubblätter sind in Blattstiel und -spreite gegliedert und weisen je nach Unterart eine Länge von meist 2 bis 15 (1 bis 18) Zentimetern. Die glänzende, krautige bis fleischige Blattspreite ist einfach bis fiederteilig und variiert in der Form von spatelförmig bis lanzettlich. Die Blattflächen sind kahl bis dicht behaart. Der Blattrand ist meist gezähnt. Manche Unterarten bilden Blattlappen aus.

### Generative Merkmale
Die Blütezeit erstreckt sich in den Alpen von Juni bis August. In einem einfachen, traubigen Blütenstand enthält je nach Unterart zwei bis zehn, oder auch 30 bis 35 Blüten. Der Blütenstiel weist während der Anthese eine Länge von 5 bis 10 Millimetern und verlängert sich bis zur Fruchtreife auf eine Länge von 6 bis 15 Millimetern.
Die zwittrige Blüte ist vierzählig mit doppelter Blütenhülle. Die vier grünen bis gelblich-grünen Kelchblätter sind aufrecht und 5 bis 6, selten bis zu 10 Millimeter lang. Die deutlich genagelten vier gelben Kronblätter sind meist 10 bis 15 (7 bis 30) Millimeter lang. Es sind Nektarien vorhanden. Der Fruchtknoten ist oberständig.
Von der Fruchtstandsachse stehen die Früchte an einem 4 bis 12 Millimeter langen Fruchtstiel aufrecht ab. Die kahle Schote ist bei einer Länge von meist 20 bis 50 (10 bis 80) Millimetern sowie einem Durchmesser von meist 3 bis 4 (1,5 bis 5) Millimetern in Größe und Form sehr variabel. Der Schote geht allmählich der abrupt in einen meist 6 bis 8 (2 bis 10) Millimeter lange Fruchtschnabel über, der nie Samen enthält. Die Fruchtklappen besitzen einen deutlich ausgeprägten Mittelnerv, die Seitennerven sind weniger deutlich ausgebildet. In der Schote sind die Samen meist in einer, selten in zwei Reihe(n) angeordnet. Die Samen sind bei einem Durchmesser von 1 bis 2,5 Millimetern eiförmig.

### Chromosomensatz
Die Chromosomengrundzahl beträgt x =10. Es wurde eine Vielzahl von Ploidiegraden ermittelt.

## Ökologie
Der Aufwärtsgekrümmte Kohl wird hinsichtlich seiner Lebensform zu den Hemikryptophyten gezählt. Die Bestäubung erfolgt über Insekten (Entomophilie). Die Ausbreitung der Samen wird durch Barochorie sichergestellt.

## Systematik

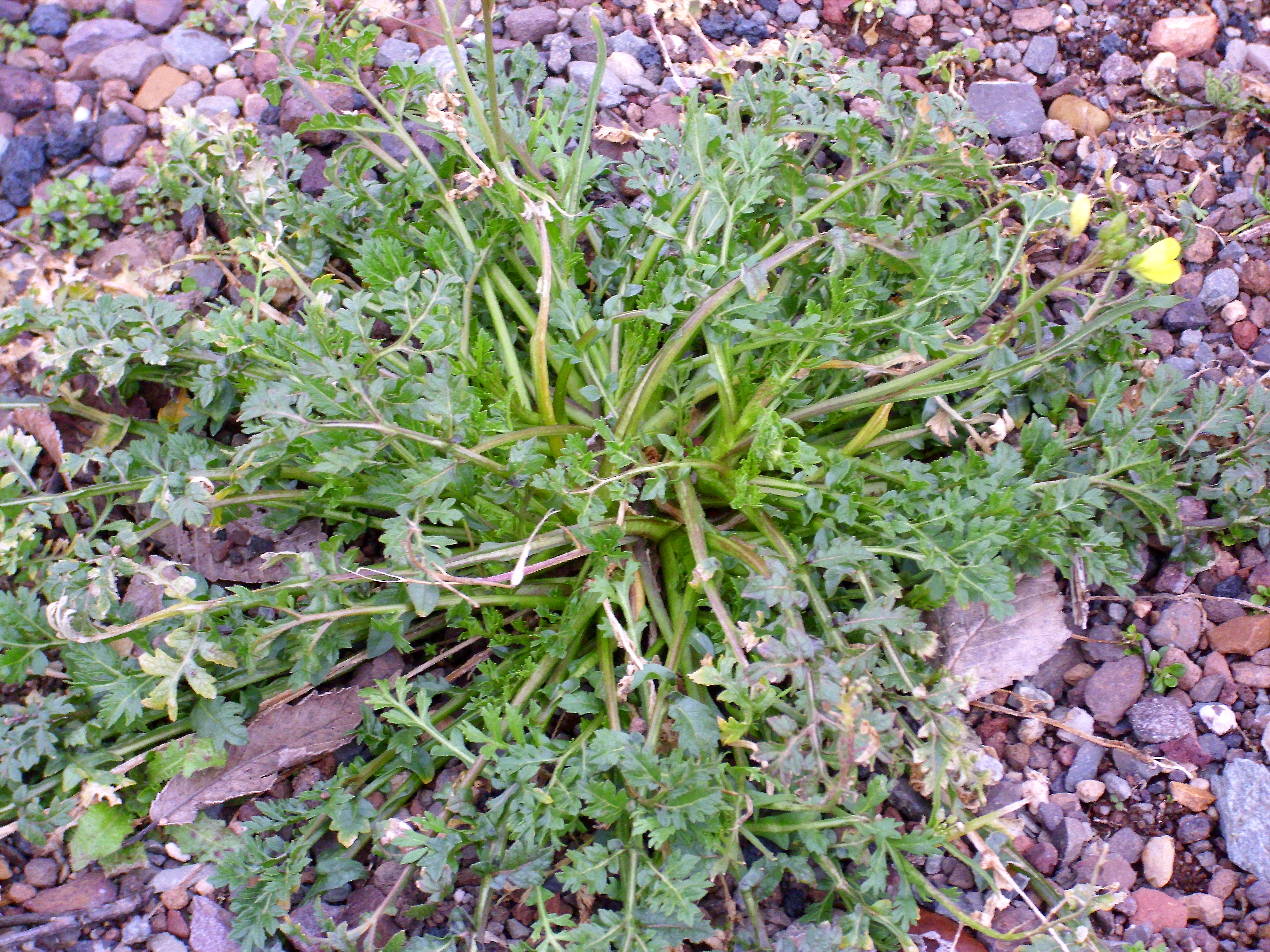
Brassica repanda subsp. blancoana

Die Erstbeschreibung erfolgte 1800 unter dem Namen Sisymbrium repandum Willd. durch Carl Ludwig Willdenow in Species Plantarum, 4. Auflage, 3, 1, S. 497. Das Artepitheton repanda bedeutet „gekrümmt“ oder „gewellt“. Die Neukombination zu Brassica repanda (Willd.) DC. wurde 1821 durch den französischen Botaniker Augustin Pyrame de Candolle in seinem Werk Regni Vegetabilis Systema Naturale, .. Paris, 1821, Band 2, S. 598 veröffentlicht. Weitere Synonyme für Brassica repanda (Willd.) DC. sind: Diplotaxis humilis subsp. repanda (Willd.) R.Maire, Brassica humilis sensu Willkomm, H.M. & J.M.C.Lange, Brassica saxatilis subsp. blancoana sensu R.Maire et al., Brassica saxatilis subsp. nudicaulis sensu Jahandiez, E. & R.Maire, Brassica saxatilis subsp. repanda sensu Emberger, L. & R.Maire, Diplotaxis barrelieri sensu Willkomm, H.M. & J.M.C.Lange, Diplotaxis nudicaulis sensu R.Maire
Von der Art Brassica repanda sind mehrere Unterarten beschrieben worden, von denen etwa 16 akzeptiert sind:
- Brassica repanda subsp. africana (Maire) Greuter & Burdet (Syn.: Brassica saxatilis subsp. africana Maire, Brassica nudicaulis var. africana O.E.Schulz): Sie kommt im zentralen Spanien, Gibraltar, nördlichen Algerien und Marokko vor.[1][11]
- Brassica repanda subsp. almeriensis Gómez-Campo (Syn.: Guenthera repanda subsp. almeriensis (Gomez-Campo) Gomez-Campo): Dieser Endemit kommt nur im südöstlichen Spanien vor.[1][5][11]
- Brassica repanda subsp. blancoana (Boiss.) Heywood (Syn.: Brassica blancoana Boiss., Guenthera repanda subsp. blancoana (Boiss.) Gomez-Campo, Diplotaxis brassicoides var. longifolia Rouy, Diplotaxis saxatilis var. longifolia (Rouy) Willk.): Dieser Endemit kommt nur im östlichen Spanien vor.[1][5][11]
- Brassica repanda subsp. cadevallii (Font Quer) Heywood (Syn.: Brassica saxatilis var. cadevallii Font Quer, Guenthera repanda subsp. cadevallii (Font Quer) Gomez-Campo): Dieser Endemit kommt nur im nordöstlichen Spanien vor.[1][5][11]
- Brassica repanda subsp. cantabrica (Font Quer) Heywood (Syn.: Brassica saxatilis var. cantabrica Font Quer, Guenthera repanda subsp. cantabrica (Font Quer) Gomez-Campo): Dieser Endemit kommt nur im nördlichen-zentralen Spanien vor.[1][5][11]
- Brassica repanda subsp. confusa (Emb. & Maire) Heywood (Syn.: Brassica saxatilis subsp. confusa Emb. & Maire, Guenthera repanda subsp. confusa (Emb. & Maire) Gomez-Campo): Sie kommt in Spanien und Marokko vor.[1][5][11]
- Brassica repanda subsp. dertosensis Molero & Rovira (Syn.: Guenthera repanda subsp. dertosensis (Molero & Rovira) Gomez-Campo): Dieser Endemit kommt nur in der spanischen Provinz Tarragona in Katalonien vor.[1][11]
- Brassica repanda subsp. diplotaxiformis (Maire) Gómez-Campo (Syn.: Brassica saxatilis var. diplotaxiformis Maire): Sie kommt in Marokko vor.[1]
- Brassica repanda subsp. galissieri (Girard) Heywood (Syn.: Diplotaxis galissieri Giraudias, Guenthera repanda subsp. galissieri (Giraudias) Gomez-Campo): Dieser Endemit kommt nur im südwestlichen Frankreich vor.[1][11]
- Brassica repanda subsp. glabrescens (Poldini) Gómez-Campo:[1] Hat bei Lega 2012 den Rang als Art Brassica glabrescens Poldini.[12] Dieser Endemit kommt nur im nordöstlichen [Italien] vor.[11]
- Brassica repanda subsp. gypsicola Gómez-Campo:[1] Dieser Endemit kommt nur im spanischen Kastilien-La Mancha vor.[5][11]
- Brassica repanda subsp. humilis (DC.) O.Bolòs & Vigo (Syn.: Diplotaxis humilis (DC.) Gren. & Godr., Brassicaria humilis (DC.) Lamotte): Sie kommt in Frankreich vor.[1]
- Brassica repanda subsp. latisiliqua (Boiss. & Reut.) Heywood (Syn.: Brassica latisiliqua Boiss. & Reut., Diplotaxis nevadensis Jord.): Dieser Endemit kommt nur im südlichen Spanien vor.[1][5][11]
- Brassica repanda subsp. maritima (Rouy ex Willk.) Heywood (Syn.: Diplotaxis brassicoides var. maritima Willk., Diplotaxis maritima (Willk.) Rouy ex Willk.): Dieser Endemit kommt nur im südlichen Spanien vor.[1][5][11]
- Brassica repanda (Willd.) DC. subsp. repanda (Syn.: Guenthera repanda (Willd.) Gómez-Campo, Guenthera repanda subsp. repanda Willd., Brassica humilis subsp. repanda (Willd.) P.Fourn.): Er ist ein Endemit der Südwestalpen im nordwestlichen Italien und in Frankreich.[1] Das Verbreitungsgebiet erstreckt sich nur von den Seealpen bis zu den Savoyer Alpen. Sein Areal ist disjunkt, ist also durch Verbreitungslücken gekennzeichnet. Er besiedelt gewöhnlich die subalpine und  alpine Höhenstufe und steigt bis zu einer Höhenlage von etwa 2600 Meter auf. Standorte sind meist Kalk- und Schotterschutt sowie steinige Rasen.[3]
- Brassica repanda subsp. saxatilis (Lam.) Heywood (Syn.: Diplotaxis saxatilis DC., Brassica saxatilis (DC.) Amo, Diplotaxis humilis subsp. saxatilis (DC.) P.Fourn., Diplotaxis humilis (DC.) Gren. & Godr., Brassica saxatilis subsp. humilis (DC.) Maire): Sie kommt in Südfrankreich vor.[1][11]
- Brassica repanda subsp. silenifolia (Emb.) Greuter & Burdet (Syn.: Brassica saxatilis subsp. silenifolia Emb.): Sie kommt nur in Marokko vor.[1][11]
- Brassica repanda subsp. turbonis (P.Monts.) J.M.Monts. & Romo (Syn.: Brassica saxatilis var. turbonis P.Monts.): Sie kommt im nordöstlichen Spanien, Andorra und im südwestlichen Frankreich vor.[1][5]